# 工藤好美
工藤 好美（くどう よしみ、男性、1898年1月26日 - 1992年2月22日）は、日本の英文学者。

## 経歴
出生から修学期
1898年、大分県佐伯で生まれた。第五高等学校で種田山頭火を知る。1924年、早稲田大学英文科を卒業。
英文学研究者として
卒業後は教諭となり、千葉県立佐倉中学校（現：千葉県立佐倉高等学校）などで教えたのち、1926年に富山高等学校（現：富山大学文理学部）教授に就いた。土居光知の知遇を得て『享楽主義者マリウス』を訳した。1928年、7番目の帝国大学として新たに開設された台北帝国大学助教授に就任。1930年から1931年まで、英米文学研究のためオックスフォード大学に留学を命じられ、帰国後教授となった。
太平洋戦争後
敗戦後本土へ帰国し、1948年に名古屋大学文学部教授となった。1952年、神戸大学文理学部教授に転じ、奈良女子大学教授を兼任した。1957年、京都大学文学部教授に就いた。1961年に京都大学を定年退官。その後は青山学院大学教授、1966年からは東北学院大学教授、1969年からは東海大学教授として引き続き教鞭を執った。1974年に東海大学を退職。1992年に死去。

## 研究内容・業績
専門は英米文学で、主に19世紀イギリス文学を対象とした。20代でウォルター・ペイターの研究・訳書を刊行。戦後はジョージ・エリオットの主な作品を全訳し、難解で知られたヘンリー・ジェイムズ『黄金の盃』を本邦初訳した。
没後に、同じく英米文学者の土居光知との間で交わした書簡が公刊された。島田謹二や矢野峰人とも終生の友人であった。

## 家族・親族
- 親族（妻の妹）：淀川郁子も英米文学者、翻訳家[3]で下記の共訳がある。

## 著作
著書
- 『ペーター研究』京文社 1925
  - 改題『ウォオルタア・ペイタア』岩波書店 1927
- 『コウルリヂ研究』岩波書店 1931
- 『カーライル』研究社出版(英米文学評伝叢書) 1938
- 『文学論』朝日新聞社 1947
- 『英文学研究』朝日新聞社 1948
- 『叙事詩と抒情詩』南雲堂 1956
  - 新版 1978年
- 『文学概論』南雲堂 1979
- 『ウォールター・ペイター研究』南雲堂 1986
- 『ことばと文学』南雲堂 1988
- 『文学のよろこび』南雲堂 1989

共編著
- 『無意識の世界：創造と批評』土居光知共著、研究社出版 1966

### 訳書
- 『享楽主義者メイリアス』(上下)(世界名作大観英国篇,ペイタア) 国民文庫刊行会 1926-1927
  - 改訳改題『享楽主義者マリウス』南雲堂 1985
  - 全集組込『ウォルター・ペイター全集 3』筑摩書房 2008
- 『ウォルタア・ペイタア短篇集』岩波書店 1930
  - 改訳改題『ウォルター・ペーター短篇集』南雲堂 1984
- 『文学と文学批評』T・S・エリオット著、南雲堂 1960
  - 新版 1976
- 『使者たち』(世界文学全集) ヘンリー・ジェイムズ著、青木次生共訳、講談社 1968
  - 全集収録『ヘンリー・ジェイムズ作品集 4』国書刊行会 1984
- 『黄金の盃』(ヘンリー・ジェイムズ作品集 5) 国書刊行会 1983
- 『心の冒険：アーサー・シモンズ短編集』南雲堂 1991
  - 改題選書化『エスター・カーン』アーサー・シモンズ著、富士川義之解説、平凡社ライブラリー 2001[4]

ジョージ・エリオットの訳書
- 『牧師館物語（英語版）』(全3巻) ジョージ・エリオット著、淀川郁子共訳、新月社 1947-1948
- 『フロス河畔の水車場（英語版）』(世界文学全集) ジョージ・エリオット著、淀川郁子共訳、河出書房 1950
  - 全集組込『世界文学大系85』筑摩書房
- 『サイラス・マーナー』(世界文学全集) ジョージ・エリオット著、淀川郁子共訳、河出書房 1955
  - 全集組込『世界文学大系 85』筑摩書房
- 『ミドルマーチ』(世界文学全集 30・31) ジョージ・エリオット著、淀川郁子共訳、講談社 1975
  - 文庫化 講談社文芸文庫 1998
- 『ジョージ・エリオット著作集』(全5巻) 淀川郁子共訳、文泉堂出版 1994[5]

1. 1巻『牧師館物語』
2. 2巻『フロス河の水車場／サイラス・マーナー』
3. 4巻『ミドルマーチ』上
4. 5巻『ミドルマーチ』下

## 資料
- 「佐伯の近代文学を彩った三人：阿南卓・加藤勘助・工藤好美」古川敬『佐伯史談』220, 佐伯史談会, 2012年, 20-27頁.PDF